# Nakło (województwo śląskie)
Nakło – wieś (dawniej miasto) w Polsce, położona w województwie śląskim, w powiecie częstochowskim, w gminie Lelów.
| SIMC    | Nazwa      | Rodzaj     |
| ------- | ---------- | ---------- |
| 0137495 | Marcjampol | przysiółek |
| 0137503 | Mostki     | przysiółek |
| 0137510 | Zagaj      | przysiółek |

## Historia
Nakło uzyskało lokację miejską przed 1746 rokiem.
Pierwsze wzmianki historyczne o parafii w Nakle pochodzą z dokumentów datowanych na 1217 i 1222 r., wspominając miejscowego kleryka – Szczepana z Nakła. W 1325 roku Nakło zostało wymienione w spisie Świętopietrza jako wieś parafialna przynależąca do dekanatu w Irządzach. Jan Długosz odnotował, że dziedzicami wsi byli wówczas Jakubik i Prandota. W 1334 roku Nakło należało do dekanatu lelowskiego.
Nakło leżało na podmokłym terenie, czego odzwierciedleniem była nazwa miejscowości poświadczana w dokumentach: „Nakyel”, „Nakiel”, „Nackel”. Według historyków oznacza ona „miejsce przy wodzie”. W średniowieczu i początkach czasów nowożytnych rozwój miejscowości był związany z położeniem na trakcie handlowym prowadzącym do Krakowa. Dowodem jego handlowego znaczenia miało być nawet wezwanie miejscowego kościoła św. Mikołaja, patrona kupców, oraz odbywające się tutaj w każdy czwartek targi. Data lokacji miejscowości jest trudna do ustalenia, ale najbardziej prawdopodobne jest, że miało to miejsce za czasów panowania Augusta III w 1752 roku. Od tego czasu miejscowość zmieniła nazwę z „Nakiel” na „Nakło”.
W 1825 roku Nakło utraciło prawa miejskie.
W 1855 roku miasto nawiedziła epidemia cholery, podczas której było tak dużo zmarłych, że ich grzebanie odbywało się na specjalnie do tego celu utworzonym cmentarzu. Po II wojnie światowej teren cmentarza decyzją ówczesnych władz został zalesiony.
W latach 1954–1972 wieś należała i była siedzibą władz gromady Nakło. W latach 1975–1998 wieś należała administracyjnie do województwa częstochowskiego.

## Kościół św. Mikołaja
We wsi znajduje się Kościół św. Mikołaja w Nakle . Pierwsza wzmianka o kościele w Nakle, wówczas jeszcze drewnianym, pochodzi z 1326 roku. Kościół ten prawdopodobnie spłonął w XIV wieku. Na jego miejscu w początkach XVI wieku wybudowano murowaną kaplicę ze sklepioną, kulistą rotundą. Do kaplicy już z początkiem XVI wieku rozpoczęto dobudowywanie kościoła, którego budowę ostatecznie ukończono w 1712 roku staraniem miejscowego proboszcza, Andrzeja Szychowskiego. Nowa świątynia została konsekrowana w 1726 roku przez bpa Adama Augustyna Wessla, opata zakonu cystersów w Jędrzejowie.

## Pałac
Klasycystyczny pałac wybudował hrabia Kajetan Bystrzanowski w latach 1770–1780. Został zaprojektowany przez znanego architekta Jana Ferdynanda Naxa. W czasach późniejszych zmieniał właścicieli i w okresie I wojny światowej kupił go Michał hr. Komorowski, prawnuk Kajetana Bystrzanowskiego. Rodzina Komorowskich zarządzała majątkiem do zakończenia wojny, potem go utraciła na rzecz państwa. Przez kilka lat w pałacu mieściło się technikum rolnicze a później do 1989 roku dom dziecka. W 2002 dwór kupili Marzena i Kerth Reyher, którzy prowadzą tutaj pensjonat.

## Dwór
Dwór znajduje się w centrum wsi, został wybudowany przez hrabiego Kajetana Bystrzanowskiego w 1795 roku. Mieścił się w nim szpital (przytułek) i zgodnie z miejscową opowieścią stacjonowały tu wojska napoleońskie.

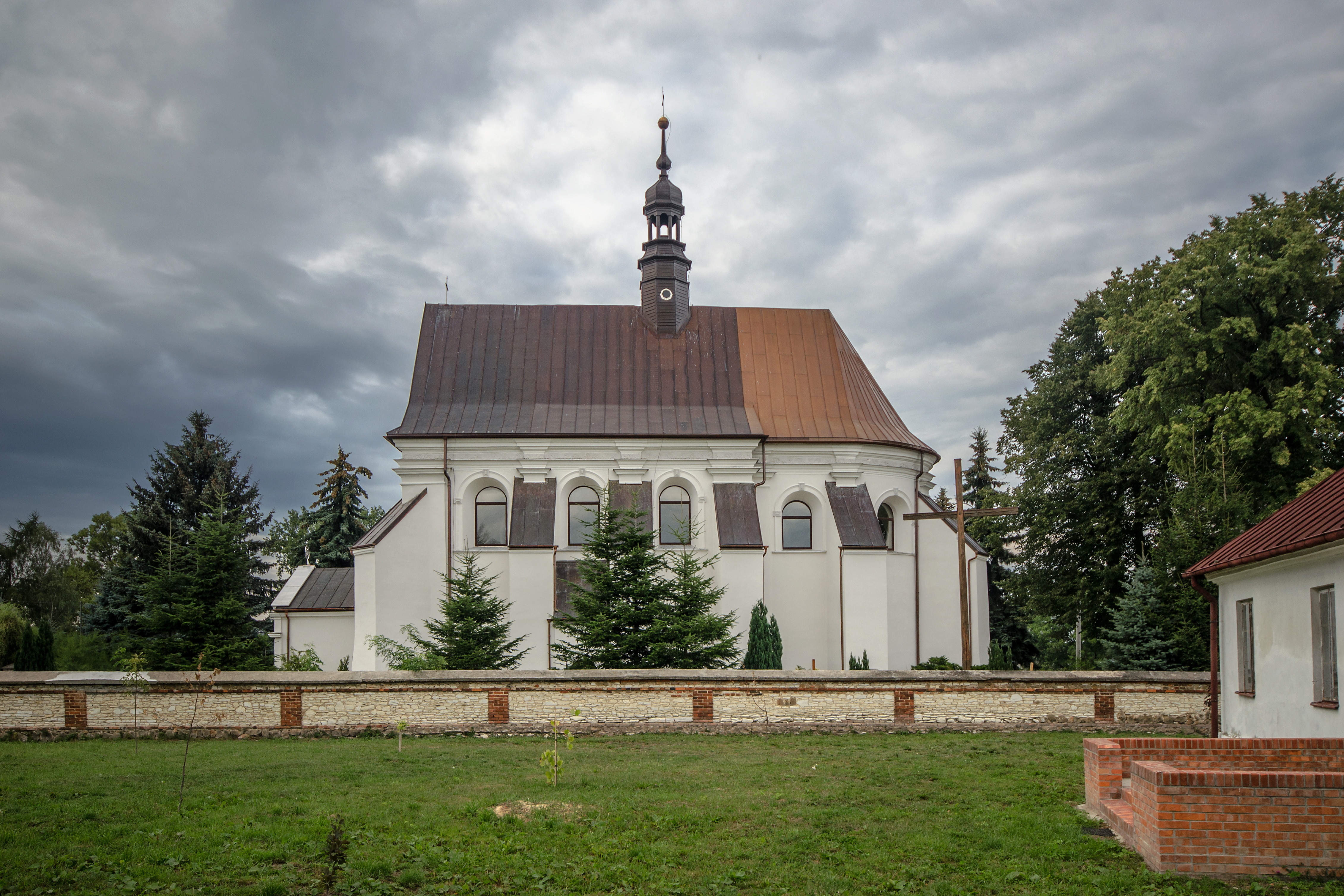
Kościół św. Mikołaja